# Version 7.0: The Street Scriptures
Albums de Guru
Baldhead Slick & da Click
(2001) Jazzmatazz, Vol. 4: The Hip-Hop Jazz Messenger: Back to the Future
(2007)
Version 7.0: The Street Scriptures est le cinquième album studio de Guru, sorti le 10 mai 2005.
Cet album est le premier depuis la fin de l'aventure Gang Starr. C'est un nouveau Guru qu'on retrouve ici, libre d'explorer de nouvelles voies avec son nouveau label, 7 Grand Records, créé avec le producteur Solar.
Version 7.0: The Street Scriptures s'est classé 24e au Top Independent Albums et 54e au Top R&B/Hip-Hop Albums.

## Liste des titres
| No  | Titre                                                           | Contient un (des) sample(s) de                  | Durée |
| --- | --------------------------------------------------------------- | ----------------------------------------------- | ----- |
| 1.  | No Time                                                         |                                                 | 3:12  |
| 2.  | False Prophets                                                  |                                                 | 3:07  |
| 3.  | Step in the Arena 2 (I'm Sayin’) (featuring Doo Wop)            |                                                 | 2:35  |
| 4.  | Don Status (featuring Styles P)                                 |                                                 | 2:52  |
| 5.  | Hood Dreamin'                                                   | Daydream de Bernard Wystraete                   | 2:16  |
| 6.  | Cave In                                                         | Cavern de Liquid Liquid                         | 1:58  |
| 7.  | Surviving the Game                                              | Live and Let Die de Paul McCartney et les Wings | 2:33  |
| 8.  | Hall of Fame                                                    |                                                 | 3:51  |
| 9.  | Talk to Me (featuring Jaguar Wright)                            |                                                 | 4:11  |
| 10. | Too Dark See                                                    |                                                 | 3:09  |
| 11. | Power, Money and Influence (featuring Jean Grae et Talib Kweli) |                                                 | 4:12  |
| 12. | Kingpin                                                         |                                                 | 3:07  |
| 13. | Fa Keeps                                                        |                                                 | 3:26  |
| 14. | Real Life (featuring B-Real)                                    |                                                 | 2:47  |
| 15. | Feed the Hungry                                                 |                                                 | 3:04  |
| 16. | Talkin' Loud and Frontin'                                       |                                                 | 2:53  |
| 17. | Open House                                                      |                                                 | 3:04  |
| 18. | I Gotta...                                                      |                                                 | 2:47  |
| 19. | What's My Life Like?                                            | The Soft Parade des Doors                       | 4:27  |